# ザ・ドラえもんズのひみつ道具
ザ・ドラえもんズのひみつ道具では、藤子・F・不二雄原作の漫画『ザ・ドラえもんズ』に登場するひみつ道具を列挙する。
以下の解説では単行本の内、てんとう虫コミックス「ドラえもんゲームコミック ザ･ドラえもんズ」を「ドラえもんズ」、てんとう虫コミックススペシャル「ザ・ドラえもんズ スペシャル」を「スペシャル」、てんとう虫コミックススペシャル「ザ・ドラえもんズ スペシャル ロボット養成学校編」を「ロボット養成学校編」と略す。
また、『ドラえもん』本編に登場するものは基本的に省略する。『ザ・ドラえもんズ』で新たな設定が付加されている場合も、節だけ作り、リンク先を参照。

## 頭がよくなるドリンク
頭がよくなるドリンク（あたまがよくなるドリンク）は、『タイムカプセルはほどほどに』（ロボット学校養成編第2巻に収録）に登場。
ドラ・ザ・キッドの道具。その名の通り、このドリンクを飲めば頭が良くなる。一時的なものか永久的なものかは不明。

## アベコベチップ
アベコベチップは、『アベコベチップ』（ロボット学校養成編第1巻に収録）に登場。
22世紀のひみつ道具研究所で開発中だった未完成の道具。これを体に付けられた者は、性格が正反対になってしまう。なお、大きな声や音を出すとチップは自動的に声や音を出したモノにくっつく。
作中ではドラえもん達のクラスメイト・ドラクロがこの道具を盗み、自分に付ける事で明るい性格になった。ところが、キッドとマタドーラが女性口調、王ドラが不良、ドラメッドがガサツな性格、ドラえもんが無気力になり、先生が幼児退行になる等の事態になってしまったが、ドラリーニョが逆に頭脳明晰になった事で騒動を収束させた（なお、ドラニコフは無口だった為、体にチップが付かなかった）。

## イキオイ漬け
イキオイ漬け（イキオイづけ）は、『ビッグウイングをクリアせよ』（ロボット学校養成編第3巻に収録）に登場。
ドラえもんたちの道具ではなく、ロボット養成学校・寺尾台校長の弟の持つひみつ道具。漬物のようだが、これを食べると勇気百倍になる。

## 石っころ銃
石っころ銃（いしっころじゅう）は、『消えた王国 第2章 神に選ばれし者』（スペシャル第8巻）に登場。
ドラえもんの道具。この銃で撃ち出した光線を浴びた物は3分間だけ石になる。

## 宇宙ゴミ箱
宇宙ゴミ箱（うちゅうゴミばこ）は、『宇宙バイキン大爆進!』（ロボット学校養成編第1巻に収録）に登場。
その名の通り、宇宙空間に浮かべ、宇宙ゴミを回収する巨大なゴミ箱。

## 宇宙波動エンジン
宇宙波動エンジン（うちゅうはどうエンジン）は、『暴走列車で危機一髪!』（ドラえもんズ第5巻に収録）に登場。
寺尾台校長の最新発明品。詳細は不明だが、「宇宙」というだけあって宇宙まで飛び出すほどの出力を持つ。

## 煙幕ボール
煙幕ボール（えんまくボール）は、『友情の七人衆、荒野に集結!』（ドラえもんズ第1巻に収録）に登場。
ドラえもんの道具。このボールを地面などに叩きつけると煙が吹き出し、煙幕を張ることができる。

## おりゴール
おりゴールは、『聖火ランナーを守れ!』（ドラえもんズ第3巻に収録）に登場。
ドラえもんの道具。オルゴール箱状で、このオルゴールの音楽を聞いた者は催眠術にかかったかのように、箱の中に吸い込まれてしまう。

## カウンターアームズ
カウンターアームズは、『時間犯罪者（中編）』（スペシャル第11巻に収録）に登場。
ドラえもんたちの道具ではなく、22世紀で暴徒鎮圧用に開発された最新最強のバトルスーツ。これを装着していると、攻撃を受けても自動的に反撃する。それどころか、対峙した相手が武器を持っているだけで、その武器のエネルギーや材質に反応して攻撃を繰り出す、超ハイテク武器である。反面、パチンコ等の原始的な武器に対してはこの機能は通用しない。

## かけ足ブーツ
かけ足ブーツ（かけあしブーツ）は『保安官は江戸っ子気質!』（ドラえもんズ第1巻に収録）に登場。
ドラ・ザ・キッドの道具。これを足に履くと猛スピードで走ることができるが、あまりの速さに体がついて行けないという欠点もある。

## 強力モーター
強力モーター（きょうりょくモーター）は、『億万長者になれるかも』（ロボット学校養成編第2巻に収録）に登場。
ドラえもんの道具。船底などに取り付けるスクリュー付きのモーターで、ただのイカダでもこれを付ければ猛スピードで水上を突っ走る。

## 巨大ヌンチャク
巨大ヌンチャク（きょだいヌンチャク）は、『怪盗ドラパン、謎の挑戦状!〈後編〉』（ドラえもんズ第3巻に収録）に登場。
王ドラの道具。その名の通り、全長10mはあろうかという巨大なヌンチャク。

## クイズブック
クイズブックは、『めざせ! クイズの天才』（スペシャル第9巻に収録）に登場。
正確にはドラえもんたちのひみつ道具ではなく、22世紀でセワシが購読している学習雑誌「小学五年生」の付録。使用者はこの本の中に入り込み、実際の世界のように広大な空間の中でクイズを解きつつ、冒険を続けてゆく。中ではチャムという妖精が出題者を務め、正解すれば投げキッスで回答者の顔にハートマークを付けてくれるが、不正解や不正を行った場合は×マークを付けられてしまう。全クイズを解けば本から出られるが、どうしてもクイズが解けない場合は「ギブアップスイッチ」を押して本から出ることもできる。また、本が燃えると本の中は大火事になり、水の中に入れると本の中は洪水になる。
『絵画の勝負』（スペシャル10巻に収録）では、同様の「クイズブック2」が登場。

## クイックオイル
クイックオイルは、『キッド、カメになる!?』（スペシャル第7巻に収録）に登場。
ドラミの道具。これを口にすると、素早く動けるようになる。作中ではケーキの中に混ぜて使用されたため、クイックオイル自体の外観は不明。

## くすぐりヌンチャク
くすぐりヌンチャクは、『神の力を手に入れろ!』（ドラえもんズ第1巻に収録）に登場。
王ドラの道具。ヌンチャクの先端からマジックハンドのように「手」が飛び出し、相手をくすぐる。

## グルグルバズーカ
グルグルバズーカは、『友情の七人衆、荒野に集結!』（ドラえもんズ第1巻に収録）に登場。
ドラえもんの道具。その名の通りバズーカ砲型の道具だが、砲弾ではなく球体をロープ付きで撃ち出し、標的をロープでグルグル巻きにして捕らえてしまう。

## 最強マイク
最強マイク（さいきょうマイク）は、『最強マイクで宇宙一!?』（ロボット学校養成編第2巻に収録）に登場。
ドラえもんの道具。このマイクで「○○○くらいの強さになれ」と命じると、命じられた相手はその通りの強さになる。ただし、力が強くなっても、体の耐久力がその力の強さを下回っていた場合、自滅する事がある。

## サイコボード
サイコボードは、『ビッグウイングをクリアせよ』（ロボット学校養成編第3巻に収録）に登場。
ドラえもんたちの道具ではなく、サーファーを志す少年・ウシオの父が開発したもの。サーフボードの一種だが、常に変動する海の波の動きに対し、乗り手の精神の波長を同調させることで、これまでにない波との一体感を得ることができる。ただし、精神の乱れまで感知してしまう為、使用中に何らかの要因で集中力が途切れると誤作動を起こしてしまう。

## 最新式雨降らし
最新式雨降らし（さいしんしきあめふらし）は、『まじない師から村を救え!』（ドラえもんズ第5巻に収録）に登場。
エル・マタドーラの道具。どんなに雨の枯れた土地でも、この道具から煙を空に放つと、たちまち雨雲が形成され、雨が降る。

## 魚ごっこ帽子
魚ごっこ帽子（さかなごっこぼうし）は、『メダカの価値』（スペシャル第11巻に収録）に登場。
ドラえもんの道具。これを被ると水中でも魚同様に泳げ、魚たちにも仲間のように親しまれる。

## さわるとできる工作セット
さわるとできる工作セット（さわるとできるこうさくセット）は、『巨大マタドーラ』（ロボット学校養成編第1巻に収録）に登場。
ドラ・ザ・キッドが新たに購入した道具。粘土の一種だが、触れて物の形を念じるだけで、ひとりでにその形の粘土細工となる。念じている最中に他の事を考えると中途半端な造形になってしまう（作中ではキッドが戦車のおもちゃが欲しいと念じている最中に石焼き芋に気を取られた所為で、焼き芋型戦車になってしまっている）。また、変身した後でも念じながら触れる事で別の物に変化させる事が可能。
作中ではマタドーラが「強くなりたい」と特訓をしていた時にこの粘土に触れた事により、粘土が巨大なマタドーラとなって学校を壊そうとした。事件収束後、触れるだけで何にでもなってしまう危険性が示唆されたため、販売中止となった事がニュースで語られている。

## ジェットモグラ
ジェットモグラは、『ねらわれたアリババの財宝!』（ドラえもんズ第1巻に収録）に登場。
ドラえもんの道具。『ドラえもん』本編に登場する「ジェットモグラ」同様、地中を掘り進む小型の道具だが、外見が大きく異なり、「地底探検車」を小さくしたような姿をしている。

## 次元爆弾
次元爆弾（じげんばくだん）は、『クレオパトラの眠り 第6章 最後の戦い』（スペシャル第6巻に収録）に登場。
ドラえもんの道具。爆発させると次元が歪み、周囲の物を宇宙の彼方まで吹っ飛ばすことができる。

## シャドウズ
シャドウズは、『2500年前の花』（スペシャル第11巻に収録）に登場。
ドラえもんたちの道具ではないが、22世紀の科学の産物のひとつ。実物と寸分違わないホログラフィーをいくつも作り出すことができる。

## しゅん間すいみん機
しゅん間すいみん機（しゅんかんすいみんき）は、『睡眠魔神バグーの祈り』（ロボット学校養成編第2巻に収録）に登場。
ドラえもんの道具。この道具から放たれる電波を浴びると、誰でもあっという間に眠ってしまう。

## しりとりペット
しりとりペットは、『時間犯罪者（前編）』（スペシャル第11巻に収録）に登場。
動物型ロボットで、しりとり式に図鑑に書かれているものや目に入ったものの動物の名前を呼ぶと、その動物へと変身させることができる（例：ネズミ→ミミズク→クマ）。変身できる生物は動物、鳥、昆虫、爬虫類だけでなく、恐竜や動物型ロボットでも可能。ただし、最後に「ん」がつく動物に変身してしまうと、しりとりが無効になるため、当分の間は変身できなくなる。また、人間に危害を加えないよう安全装置が組み込まれている。

## 真実テレビ
真実テレビ（しんじつテレビ）は、『みんなのために』（ロボット学校養成編第2巻に収録）に登場。
王ドラの道具。何か事件が起きたとき、このテレビを使うとその事件に関する過去のことが映し出され、事件の原因や真実を見破ることができる。

## 心情反応合金
心情反応合金（しんじょうはんのうごうきん）は、『時間犯罪者（中編）』（スペシャル第11巻に収録）に登場。
ドラえもんたちの道具ではなく、22世紀のロボット工場の技術者・ゼペットの発明品。心に反応してどんな形にでも変形する特殊金属。

## 親友テレカ
親友テレカ（しんゆうテレカ）は、『親友テレカを手に入れろ!』（ドラえもんズ第1巻に収録）をはじめ、ザ・ドラえもんズの映画作品や漫画作品の多くに登場。
テレカの絵柄は金色の背景に、ドラえもんを中心として7人のドラえもんズがV字型に並んでいる（漫画版では序盤の第4話だけ絵柄が異なり、「ドラえもんの顔の上半分と“DORAEMONS”の文字」になっている）。ちなみに「親友テレカ」の“テレカ”は“テレホンカード”ではなく“テレパシーカード”の略である。しかし、ゲーム『ドラえもん 友情伝説ザ・ドラえもんズ』ではテレホンカードのような遣い方をしている。
7枚によって構成され、ドラえもんを含めるドラえもんズ全員が所有している。持っていて親友のことを思い浮かべるだけで、いつ、どこでも親友と連絡がとれる。誰かがこの道具でSOSを発射した場合,受け取った他のテレカでは発射した所有者が赤く点滅するようになっている。
漫画や映画では頻繁に登場し、テレカを7人で併せて武器やバリアーとして使用し、その際放出される凄まじいエネルギーで悪役を倒す事が多い。
強力なパワーを持つだけあって、誰もが使いこなせるわけではない（例外としてドラミがドラえもんの代わりに使用したことがある）。手に入れるには過酷な試練を潜り抜けなければならない上、たとえ手に入れても、友情度数（一定以上の友情）が満たなければテレカの力は発揮されない。親友テレカを使うことが許されるのは、ドラえもんズのように不滅の友情と真の勇気を持つ者たちだけである。そのためドラえもんズが手に入れるまでは、実在するかどうかもわからない「伝説の秘密道具」として語り継がれていたものであり、22世紀に発明された道具であるとは断定できない。「ザ・ドラえもんズ スペシャル」では、7人いなくても力が発揮できるが、欠けている分だけ力がもろくなる。
ちなみにテレカの絵柄のドラえもんは現在（体が青色）のドラえもんであり、過去の頃（体が黄色）のドラえもんが持っていたテレカの絵柄にも現在のドラえもんが描かれていた。
ドラえもんズの映画が上映された際、この親友テレカをデザインしたテレホンカード、図書カードが劇場等で販売されていた。
絶交テレカ（ぜっこうテレカ）
『進級テストで危機一髪!?』（スペシャル第8巻）に登場。「親友テレカ」の対極に位置するとも言える代物で、これを手してしまうとどんな固い友情も消え去ってしまう、呪われたひみつ道具である。
こちらのテレカの絵柄のドラえもんは過去の頃（体が黄色）のドラえもんである。
作中では絶交テレカの効果でドラえもんズが仲間割れになったが、残念ながらドラえもんだけは正常だった（少なくとも、仲間を思う気持ちが強い者には効果がないと思われる）。最終的には仲間の為に自ら犠牲になろうとしたドラえもんに涙し、その涙によって絶交テレカの呪いが打ち消された。

## スガタキエール
スガタキエールは、『見えないドロボー』（スペシャル第10巻に収録）に登場。
ドラえもんの道具。この錠剤を飲むと姿が消え、透明人間になることができる。一定時間後に効果は消える。作中では泥棒に拾われ、残りの錠剤も奪われそうになったが、姿を見えずとも吐く息は見える（寒冷地なら白い息だけが見える）という点を突いた王ドラによって泥棒は倒された。

## スポーツマンになれるライト
スポーツマンになれるライトは、『タイムカプセルはほどほどに』（ロボット学校養成編第2巻に収録）に登場。
ドラえもんの道具。その名の通り、このライトの光を浴びればスポーツマンになれる。一時的なものか永久的なものかは不明。

## スリルグラス
スリルグラスは、『戦慄! スリルグラス』（ロボット学校養成編第2巻に収録）に登場。
ドラえもんたちの道具ではなく、ひみつ道具開発センターで展示されていた新作ひみつ道具のひとつ。ゴーグル状の道具で、これを使うと安全な物は危険に、危険な物は安全に、しかも大げさに見える為、掛けている本人は元より見ている方も最高のスリルが味わえる。たとえばただのクモでも全長数mの怪物に見え、逆に溶鉱炉はフカフカの花園に見える。好きな物が嫌いな物にも見える為、ドラえもんの場合は大好物のドラ焼きが「近づくのも悍ましく、すぐにでも存在を消さずにはいられないほど不味そうなもの」に見えた。

## 生態系のもと
生態系のもと（せいたいけいのもと）は、『宇宙ビオトープ作戦』（ロボット学校養成編第1巻に収録）に登場。
ドラえもん、ドラ・ザ・キッド、王ドラ、エル・マタドーラたちの持つ道具。複数種類の生物の棲家にこれをまくと、様々な生物が互いに助け合いながら進化してゆくようになる。
ドラえもんズは自分たちのビオトープを作ろうと過去の生命の栄えていない惑星に向かい、進化退化放射線源と併用して生態系を生み出す事に成功したものの、隕石によって壊滅してしまう。しかしこの惑星の正体は過去の地球であり、同時にドラえもんが慌てて進化退化放射線源を当てたネズミが以降の生態系の元になった事が明かされ、実は地球の全てがドラえもんズの作ったビオトープだったという衝撃のオチとなった。

## 空とぶ木馬
空とぶ木馬（そらとぶもくば）は、『ドラドラ7 4コマ劇場』（スペシャル第11巻に収録）に登場。
ドラメッドIII世の道具。一見ただの木馬のようだが、その名の通り乗って空を飛ぶことができる。

## タイムマシン付きUFO
タイムマシン付きUFO（タイムマシンつきユーフォー）は、『宇宙ビオトープ作戦』（ロボット学校養成編第1巻に収録）に登場。
その名の通り、タイムマシン機能を搭載したUFO型の乗物。好きな時代へ行ける上、宇宙でも行動できる。大きさはドラえもんズ全員が楽に乗れる程度。持ち主は不明。

## タケコプターの代用として発明した道具
『ドラドラ7 4コマ劇場』（スペシャル第9巻に収録）に登場。以下の2つはどちらも、ドラリーニョが「タケコプター」の代用として発明した道具だが、何の役にも立たない。
タビコブタ
足袋（タビ）を履いた豚がタケコプター状のプロペラで空を飛ぶ。
タベコブター
プロペラで豚が空を飛びつつ肉を食べている。

## 卵生ませる灯
卵生ませる灯（たまごうませるとう）は、『消えた王国 第4章 ドラメッドの決断』（スペシャル第8巻に収録）に登場。
ドラえもんの道具。ポケットから誤って出して仲間たちから「そんなの何の役に立つ」と言われただけで、作中では使用されていない。『ドラえもん』本編に登場する「タマゴ産ませ燈」と同一の可能性もあるが、真相は不明。

## 超人クッキー
超人クッキー（ちょうじんクッキー）は、『シュートをきめろ!!』（スペシャル第9巻に収録）に登場。
ドラえもんの道具で、食べると様々な能力が身につくクッキーの詰め合わせ。潜水能力、飛行能力、変身能力、栄養満点、能力百倍の5種類がある。のび太は能力百倍のクッキーを食べてサッカーの試合に臨んだが、のび太のサッカー能力はゼロであった為、例え百倍になっても変化が無かった。
変身能力クッキーは負担が大きいらしく、作中では変身能力のクッキーを食べた子犬が人間の少年に変身したが、元々人間用である事と子犬自身が弱っていた所為もあって、変身が解けた後は意識を失っていた。

## 通信機
通信機（つうしんき）は、『オーパーツの謎を解け!!』（スペシャル第11巻）に登場。
ドラえもんの道具で、その名の通り通信機。詳細は不明だが、日本からバグダードまでの距離を隔てても通信をとることができる。

## 通信ホログラム
通信ホログラム（つうしんホログラム）は、『時間犯罪者（前編）』（スペシャル第11巻に収録）に登場。
ドラ・ザ・キッドがタイムパトロールと連絡をとるための道具。時間犯罪者の存在を音声で伝えると共に、その姿を立体映像で投影する。

## テレポートマシン
テレポートマシンは、『ミャーズ星の怪物退治!』（ドラえもんズ第4巻に収録）に登場。
ドラニコフの道具。ハート型のブローチ状の道具で、この道具から自分目掛けてビーズを撃ち出すと、瞬間移動することができる。
元ネタはエスパー魔美がテレポーテーション時に使用するテレポーテーション・ガン。

## 桃源壷
桃源壷（とうげんつぼ）は、『桃源壷』（スペシャル第4巻に収録）に登場。
王ドラの道具。壷の中に、特殊空間による桃源郷が広がっている。中に入ると、俗世間から離れ、一切の苦痛と無縁の快楽に満ちた生活を送る事ができる。不老不死の桃や、永遠に喉の渇きを感じなくなる水の流れる川もあるので、飢えや渇きを感じることもない（のび太がこの桃や水を口にした後、外の世界で実際に渇きを感じなかったり不老不死になった描写は無い）。
ただし壷の中と外では時間の流れが違い、人が壷の中で過ごしている間、外ではその約12,000倍以上の時間が経っている（壷の中の1ヶ月が、外の世界の千年に相当する）。さらに壷に入れるのは3回までで、3回目に入ってしまうと、もう2度と外へは出られない。3回入った後で外に出る最後の手段は、内側から木槌で結界を叩き割って壷を壊すことだが、外に出られることと引き換えに当然、二度と壷を使うことはできなくなる。
ドラえもん曰く、二度と戻って来られない人もいる危険な道具だという。のび太は3ヶ月（現実の三千年以上）を壺の中で過ごした後で壺を割り、人類が何かしらの理由で滅びた未来に出てしまった。その際に涙が壺の破片に落ちた事で3回目に入る直前の時間に戻る事が出来たが、その理由は明かされていない。

## どこでも水鉄砲
どこでも水鉄砲（どこでもみずでっぽう）は、『親友テレカを手に入れろ!』（ドラえもんズ第1巻に収録）に登場。
ドラえもんの道具で、水鉄砲の一種。空気中の酸素から水を合成でき、水の無い場所でも水を撃ち出すことができる。

## なりきりチェス
なりきりチェスは、『王の倒し方』（スペシャル第12巻）に登場。
ドラ・ザ・キッドの道具。チェスの箱のようだが、スイッチを入れると周囲の人間が特殊空間によるゲーム世界へと転送され、その者たちがチェスの駒（騎士、僧侶、城兵など）としての人物となって戦い合う。
しかし実は、脳に直接作用するゲームで、現実感が強すぎるためにゲームの痛みを実際の痛みとして感じ、挙句にはショック死する人も出たために22世紀では発売禁止になったという。
さらにはチェス同様に「王」の命令は絶対のため、たとえ現実世界では仲間や友達であっても、ゲーム世界で敵同士の駒になると、互いに戦い合わなければならなくなる。そしてどちらかの「王」が倒れない限り、ゲームは終わることはない。しかもどちらの王も残忍な性格であり、負けた側の駒を処刑する事がある。作中では、のび太がトッカエバーで互いの王を入れ替え、ゲームを中止させる事で難を逃れた。

## 二世たん生セット
二世たん生セット（にせいたんじょうセット）は、『ミニドーラ誕生』（ロボット学校養成編第2巻に収録）に登場。
正確にはひみつ道具ではなく、養成学校時代のドラえもんズが購読していた学習雑誌「ロボ学四年生」でエル・マタドーラが当てた付録。外観はただのたまごのようで、96時間おなかに抱いて温めると、持ち主そっくりのロボットが誕生する。その後、育て方によっては良い子にも悪い子にもなり得る。しかし極端に悪い子になった場合は手が付けられないほど凶暴化してしまう危険性がある。
作中ではエル・マタドーラの育てた「ミニドーラ」と、友人のティラノロボが育てた「ティラノ二世」が誕生したが、スパルタ教育の所為で凶暴化してしまったティラノ二世からマタドーラを守る為にミニドーラは自爆。その後、ミニドーラの回路は改良版の二世たん生セットに組み込まれたが、そのセットで生まれたロボットはマタドーラ同様に突然シェスタ（居眠り）する癖がついてしまった。

## 如意スティック
如意スティック（にょいスティック）は、『みんなのお祭りを守れ!』（てんとう虫コミックス「ザ・ドラえもんズ」第1巻収録）に登場。
ドラえもんの持つ道具だが、作中では王ドラが使用した。『西遊記』の孫悟空の持つ如意棒のように、「伸びろ!」の合図で自在に伸び縮みする。

## ネット爆弾
ネット爆弾（ネットばくだん）は、『みんなのお祭りを守れ!』（ドラえもんズ第1巻に収録）に登場。
ドラえもんの道具。外観はボールのようだが、標的に向かって投げつけるとたちまち網が飛び出し、標的を捕らえる。

## 爆裂弾
爆裂弾（ばくれつだん）は、『戦国の覇王 第3章 忍者』（スペシャル第3巻）に登場。
ドラリーニョの道具。サッカーボールと同程度の大きさの爆弾で、触れただけで爆発する。ドラリーニョがこれをサッカーの要領でシュートすれば、彼のキック力もあいまって強力な武器となる。

## パワーレベルガン
パワーレベルガンは、『最強マイクで宇宙一!?』（ロボット学校養成編第2巻に収録）に登場。
ドラ・ザ・キッドの道具。スピードガンのように、相手の強さを測ることができる。ちなみにこの道具による王ドラの実力は20。

## 万能工作マシン
万能工作マシン（ばんのうこうさくマシン）は、『宇宙旅行で大ピンチ』（ロボット学校養成編第3巻に収録）に登場。
ドラえもんの道具で、『ドラえもん』本編に登場する「技術手袋」と「天才ヘルメット」の総称。『ドラえもん』本編では「万能工作マシン」の名は登場しない。

## 万能治療薬
万能治療薬（ばんのうちりょくやく）は、『妖怪大決戦 第1章 一角大王』（スペシャル第1巻に収録）に登場。
ドラえもんの道具。外観は不明だが、人間の病気ならすぐ治るとのこと。似た名前・効用の道具に『ドラえもん』本編に登場する「万病薬」があるが、これとは別物である。

## ビームバズーカ
ビームバズーカは、『戦慄! スリルグラス』（ロボット学校養成編第2巻に収録）に登場。
ドラえもんたちの道具ではなく、ひみつ道具開発センターで展示されていた新作ひみつ道具のひとつ。その名の通り、強力な光弾を撃ち出すバズーカ砲。

## ビー玉フライングマシン
ビー玉フライングマシン（ビーだまフライングマシン）は、『おかしなお菓子なオカシナナ?』（ドラえもんズ第5巻）に登場。
王ドラの道具。ラムネ瓶から飛び出したビー玉が直径2mほどに大きくなり、乗って空を飛べる。
本作を映画化した第4作目『ザ☆ドラえもんズ おかしなお菓子なオカシナナ?』には登場しない（似たような巨大球体に王ドラたちが乗るシーンがあるが、ひみつ道具ではない）。

## ひみつ道具開発センターの展示物
『戦慄! スリルグラス』（ロボット学校養成編第2巻に収録）に登場。
ドラえもんたちの道具ではなく、ひみつ道具開発センターで展示されていた新作ひみつ道具のひとつ。以下は全て展示されていた道具で、用途は不明。
- ガンバルーン
- キックボード
- なにするんジャー
- なめとん貝
- ほっといてクレヨン
- やめん貝

## 物質変換装置
物質変換装置（ぶっしつへんかんそうち）は、『怪盗ドラパンとミミミ』（ドラえもんズ第4巻）に登場。
ドラパンのステッキに付いている球体。あらゆる物を別の物に変換できる（例：どら焼きのあんこ→カマンベールチーズ、巨大ロボット→ゴミ）。
人の思考を読み取る装置がついており、「ゴミを金や宝石に変える」等と考えている者が使用すると球体がその使用者に光線を放ち黒焦げにする。
使用できる人物は正しい心の持ち主であり、持ち主のミミミは勿論、義賊のドラパンも使用できる。
作中ではミミミの父が発明したものであり、ミミミが父の形見として持っていたが、ドラパンなら正しく使ってくれると信じて彼に譲った。

## フリーズガン
フリーズガンは、『伝説の豪華客船 第4章 時を超えて』（スペシャル第7巻）に登場。
ドラえもんの道具。この銃で冷気エネルギーを撃ち出すと、どんな物でも凍らせることができる。しかし悪魔を凍らせるには出力が足りなかった為、空気砲で撃つ事で暴発させ、一瞬で凍らせた。

## ペットたまご
ペットたまごは、『ペットがほしい』（スペシャル第9巻に収録）に登場。
王ドラの道具。このたまごを割ると、初めて見たものと全く同じ形・性格のペットが産まれる。また、産まれた後にも見た者の能力を自分のものとしてコピーすることができる。当初は22世紀で流行したものの、凶暴な動物になってしまうこともあるため、後に発売禁止となった。

## 本能フード
本能フード（ほんのうフード）は、『自由研究大発表』（ロボット学校養成編第2巻に収録）に登場。
ドラリーニョとエル・マタドーラの道具。これを食べた動物は本能が強調され、本来持っていた性質がより顕著に現れるようになる。

## 魔法のじゅうたん
魔法のじゅうたん（まほうのじゅうたん）は、『親友テレカを手に入れろ!』（ドラえもんズ第1巻に収録）をはじめ、ドラメッドIII世登場シーンで頻繁に登場。
ドラメッドIII世の道具。その名の通り、乗って空を飛ぶことができる絨毯。魔法の道具のようだが、エンジンを搭載したれっきとした機械。あまりに多人数が一度に乗ると、エンジンがオーバーヒートしてしまう。

## 魔法の投げなわ
魔法の投げなわ（まほうのなげなわ）は、『ねらわれたアリババの財宝!』（ドラえもんズ第1巻に収録）に登場。
ドラメッドIII世の道具。籠状の道具の中から縄が飛び出し、標的物をぐるぐる巻きにして捕らえる。

## ミクロライト
ミクロライトは、『ミクロの敵をやっつけろ』（ロボット学校養成編第2巻に収録）に登場。
このライトの光を浴びると、その名の通り体が数マイクロメートル程度の大きさとなる。効果は1時間。

## 無敵の青龍刀
無敵の青龍刀（むてきのせいりゅうとう）は、『みんなのお祭りを守れ!』（ドラえもんズ第1巻に収録）に登場。
ジェリーの道具。その名の通り、片手持ちの青龍刀（柳葉刀）。頑丈な防犯ネットを切断するほどの切れ味を有し、振り回すことで稲妻を放ち相手を痺れさせる。

## 友情の鐘
友情の鐘（ゆうじょうのかね）は、『進級テストで危機一髪!?』（スペシャル第8巻）に登場。
寺尾台校長が不良校のために発明したもの。この鐘の音色を聞いた者は、穏やかで優しい気持ちになる。

## UFOカメラ
UFOカメラ（ユーフォーカメラ）は、『親友テレカを手に入れろ!』（ドラえもんズ第1巻に収録）に登場。
ドラえもんの道具で、映画作品『のび太の創世日記』でも使用される「UFOカメラ」と同じもの。ただし映画ではモニターが備え置き型なのに対し、本作では手持ちで使用できる携帯型モニターが使用されている。

## ユメカメラ
ユメカメラは、『睡眠魔神バグーの祈り』（ロボット学校養成編第2巻に収録）に登場。
ドラえもんの道具。テレビ状の道具で、近くで眠っている者の夢の内容を見ることができる。

## 四次元袖
王ドラが所持している中国服型の四次元ポケット。
ドラえもんの四次元ポケットと同じく、道具を出し入れしたり、道具を別の四次元ポケットに送り込む事ができる。破れてしまうと使用ができなくなる。

## 四次元ハット
ドラ・ザ・キッドが所持しているテンガロンハット型の四次元ポケット。
ドラえもんの四次元ポケットと同じく、道具を出し入れしたり、道具を別の四次元ポケットに送り込む事ができる。キッドの四次元ハットは有害な電気を防ぐ装置が備わっている

## 四次元マフラー
ドラニコフが所持しているマフラー型の四次元ポケット。
ドラえもんの四次元ポケットと同じく、道具を出し入れしたり、道具を別の四次元ポケットに送り込む事ができる。

## 四次元ランプ
ドラメッド三世が所持しているランプ型の四次元ポケット。
ドラえもんの四次元ポケットと同じく、道具を出し入れしたり、道具を別の四次元ポケットに送り込む事ができる。
普通のランプと同じ素材で出来ている為、へこんだり、壊れやすい。

## 立体映像機
立体映像機（りったいえいぞうき）は、『のろわれたマタドーラ』（ドラえもんズ第5巻に収録）に登場。
持ち主は不明。虫眼鏡でしか見えないほど小さい物でも、この道具の上に乗せると、十倍程度の大きさの立体映像となって表示される。

## 立体ビデオ
立体ビデオは、『タイムカプセルはほどほどに』（ロボット学校養成編第2巻に収録）に登場。
ドラ・ザ・キッドの道具。ビデオカメラ状の道具だが、再生時には立体映像として投影することができる。

## レーザー砲
レーザー砲（レーザーほう）は、『ミクロの敵をやっつけろ』（ロボット学校養成編第2巻に収録）に登場。
ドラえもんの道具で、その名の通り拳銃型の小型レーザー砲。

## レイガン
レイガンは、『時をかける誘拐犯』（スペシャル第9巻に収録）に登場。
ドラえもん達の道具ではなく、時間犯罪者の道具。引き金を引くと、光線が出てくる。光線はサボテンを貫通するほどの威力があり、この光線に当たった生物やロボットは負傷し、最悪の場合は死に至る恐れがある。鉄の場合は貫通せず、表面を溶かす程度である。銃声がしないのが特徴であり、キッドは「ショックガンと空気砲より優れている」と評した。種類はいくつかあり、作中ではピストル型、ライフル銃型、レーザーガン型が登場した。

## 歴史チェッカー
歴史チェッカー（れきしチェッカー）は、『時空の魔神 第3章 魔眼』（スペシャル第2巻に収録）に登場。
ドラえもんの道具。何者かの時間犯罪によって歴史に異変が生じた場合、その原因となる時代と場所を調べることができる。

## ワープハット
ワープハットは、『四次元空間を脱出せよ!』（ロボット学校養成編第1巻に収録）に登場。
ドラえもんたちの道具ではなく、未来デパートの商品。シルクハット状で、これをかぶると四次元空間を利用してワープ（瞬間移動）することができる。但し、超空間を移動するタイムマシンと同時に起動すると、超空間と四次元空間のショートによって大爆発が起きてしまう。作中ではこれによってドラえもんが四次元空間に閉じ込められ、更に全ての四次元空間に繋がる道具が使用できなくなってしまった。ドラえもんズがドラえもんを助ける為に最後の出入り口から四次元空間に乗り込むも、脱出には間に合わず全員が閉じ込められたが、ワープハットを応用してドラえもんが四次元の入り口を開けた瞬間に転移し、過去のドラえもんと入れ替わる形で脱出に成功した。しかしアルバイトの配達用荷物を忘れてしまった為、結局また四次元に戻る羽目になった。
元々は伊集院光深夜の馬鹿力第146回で読まれたメールで登場したもの。『友人に自慢するため、架空のひみつ道具を言ってしまった。』という内容で、原作者の友人であるリスナーが、原作者に伝えた所、実際に漫画化された。（同番組第152回より）